# Portret van Lorenzo Cybo
Het portret van Lorenzo Cybo is een schilderij van Parmigianino uit 1524. Het wordt gezien als een van de hoogtepunten binnen zijn oeuvre. Tegenwoordig maakt het doek deel uit van de collectie van het Statens Museum for Kunst in Kopenhagen.

## Geschiedenis
Giorgio Vasari, beroemd om zijn biografieën van Italiaanse renaissancekunstenaars, beschreef hoe Parmigianino het portret schilderde tijdens zijn verblijf in Rome: "Lorenzo Cybo, kapitein van de pauselijke garde en een zeer knappe man, liet zich portretteren door Francesco; zo dat men kan zeggen dat hij hem niet afbeeldde, maar van vlees en bloed maakte."
Lorenzo Cybo, broer van kardinaal Innocenzo Cybo, was een belangrijk man aan het pauselijk hof. Toen Parmigianino zijn portret schilderde was hij 23 of 24, zoals blijkt uit de inscriptie rechtsonder: Laurentius Cybo Marchio Massa atque Comes Ferentilli anno M.D.XXIII. Vaak wordt aangenomen dat het jaartal 1523 een vergissing is van de onbekende man die de inscriptie aanbracht. De schilder arriveerde pas in 1524 in Rome. Het jaartal zou echter ook kunnen slaan op Cybo's aanstelling als kapitein van de garde in 1523 nadat zijn bloedverwant Clemens VII tot paus gekozen was.
In 1749 maakte het portret deel uit van de collectie van kardinaal Silvio Valenti Gonzaga. Het is te zien op een schilderij dat Giovanni Paolo Pannini maakte van de schilderijen van de kardinaal. Op 18 mei 1763 lieten de erven van Gonzaga  zijn collectie veilen in Amsterdam. Daar kocht de kunsthandelaar Gerhard Morell het voor de Deense koning Frederik V.
Er bestaan een paar kopieën van het portret van Lorenzo Cybo. Een daarvan was ooit eigendom van gravin Frenfanelli Cybo en bevindt zich tegenwoordig in de Columbia-universiteit in New York.

## Voorstelling
Lorenzo Cybo heeft een trotse houding en kijkt de toeschouwer met een zelfverzekerde blik aan. In zijn handen houdt hij een dolk en een enorm zwaard dat door een jongetje mee ondersteund wordt. Hij gaat volgens de laatste mode gekleed: een rood kostuum gedecoreerd met diagonale gaten met daaronder een wit hemd dat met goud is afgezet. Een zwarte jas zonder mouwen en een vermiljoenen hoed met witte pluim completeren zijn tenue. Op de borstwering op de voorgrond is een bord met speelschijven en dobbelstenen te zien, waarop de page ook een paar handschoenen legt. Wellicht is dit een verwijzing naar de grilligheid van het lot. Een balustrade met een dicht bladerdek vormt de achtergrond van het schilderij.
Het portret van Lorenzo Cybo vertoont grote overeenkomst met het portret van Galeazzo Sanvitale dat in dezelfde periode ontstond. Wellicht is portret van Lorenzo Cybo het eerste schilderij dat Parmigianino in Rome maakte, voordat de invloed van Michelangelo en Rafaël zich deed gelden.

## Afbeelding

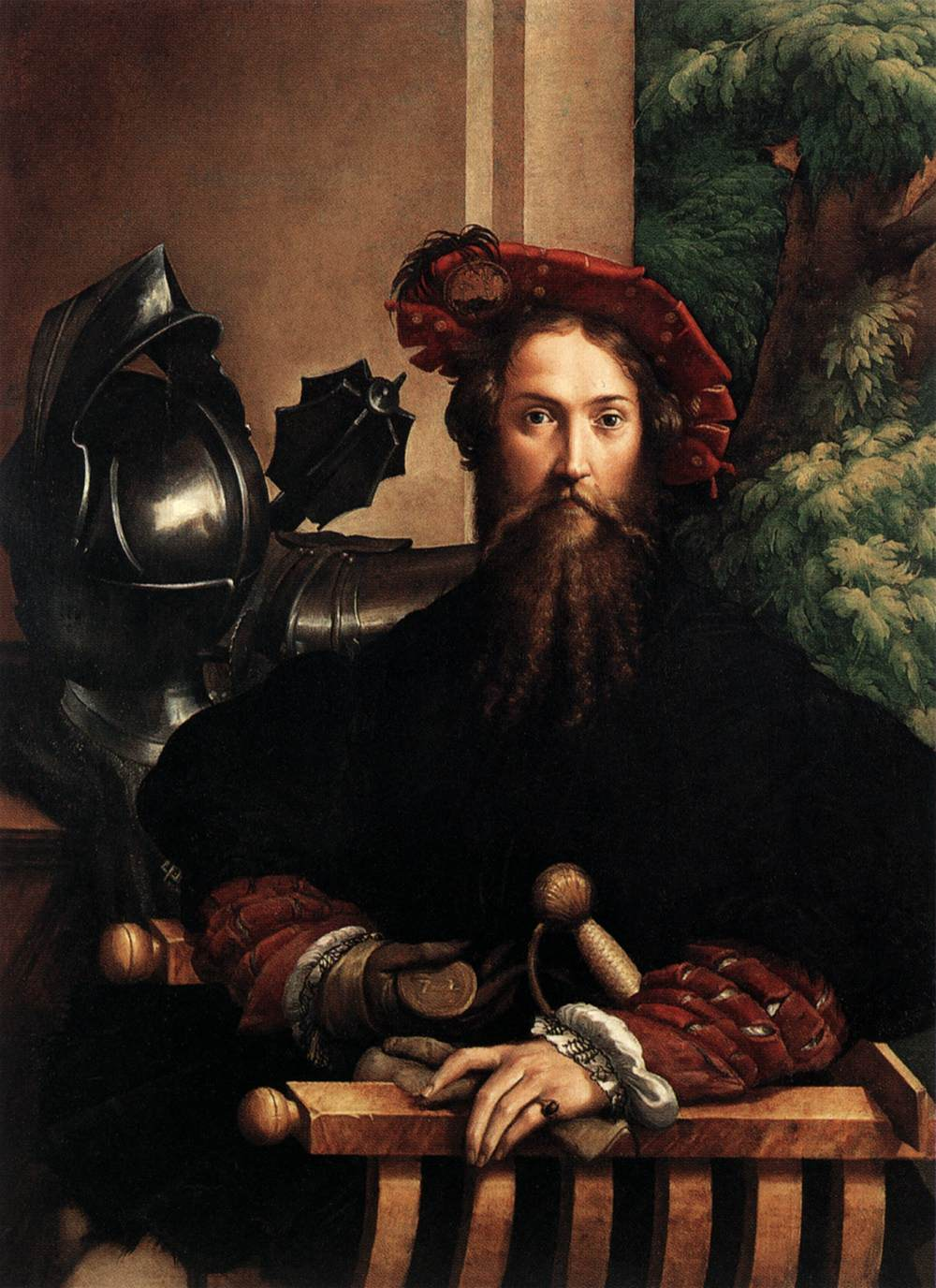
Portret van Galeazzo Sanvitale (1524)